# Huilliches
O povo huilliche é um grupo étnico do Chile, pertencente à cultura Mapuche. Vivem em vales montanhosos em uma área ao sul do rio Toltén e arquipélago de Chiloé, ao sul do Chile. Esse povo logo se espalhou pela Argentina.
Os huilliches falavam a língua ou dialeto huillice do mapudungun em tempos históricos, após a chegada dos espanhóis. Acredita-se também que eles poderiam ter falado um idioma não relacionado antes de sua aculturação pelos mapuches.